# Kan 11
Kan 11 (en hebreo: כאן 11‎) es el primer canal de televisión público de Israel. Operado por la Corporación de Radiodifusión Pública de Israel (KAN), se lanzó el 15 de mayo de 2017, reemplazando al Canal 1 después del cierre de la Autoridad de Radiodifusión de Israel. Es uno de los seis canales abiertos del país.

## Historia
El canal inició emisiones el 15 de mayo de 2017 tras la emisión de la final del Festival de Eurovisión 2017 celebrado en Kiev, reemplazando al Canal 1. 
En noviembre de 2017 el canal empezó a emitir en UHDTV.
Tras la victoria de Israel en el Festival de Eurovisión 2018, IPBC se encargó de albergar la edición de 2019 y Kan 11 emitió todas las galas.
A diferencia del primer canal de la Autoridad de Radiodifusión de Israel, Kan 11 invierte un presupuesto en la publicidad de sus contenidos, que incluye publicidad en canales comerciales e Internet, destacando la promoción de programas.

## Producción
Kan 11 ha producido varios programas originales, incluidas adaptaciones israelíes de The Chase y Carpool Karaoke, así como muchas producciones internas.

### Programación

#### Noticias y actualidad
- Evening News (Hadashot HaErev): el principal programa de noticias presentado principalmente por Michal Rabinovich (la mayor parte del programa también se transmite todas las noches por Radio "Kan Bet") de domingo a jueves.
- Erev Erev (Cada noche) – presentado por Dov Gilhar, Keren Uzan y Rinat Spivak
- Noticias de la noche (Hadashot HaLaila)
- Tiempo real con Asaf Liberman (investigaciones)
- Friday at 5pm– presentado por Uri Levi
- News of the Week (revista semanal Hadashot Shishi, reemplazando a Yoman – Diary)
- Shabbat News (Hadashot HaShabbat) – el programa de noticias del sábado por la noche
- The World Today (HaOlam Hayom) – presentado por Moav Vardi (revista internacional de noticias)
- Desde el Otro Lado (Mehatsad Hasheni) – presentado por Guy Zohar
- Pocket Games (Mishakei Hakis) – presentado por Shaul Amsterdamsky (revista de noticias financieras)

#### Entretenimiento
- Culture Agent
- Ad Kan! – Un programa de sátira sobre la situación política en Israel.
- Carpool Karaoke: presentado por Nicky Goldstein (temporada 1) y Udi Kagan (temporadas 2 y 3) (basado en el segmento de The Late Late Show)
- The Container – Presentado por Itai Mautner
- The Chase (en hebreo: המרדף, Ha-Mirdaf) - Presentado por Lucy Ayoub (basado en un formato británico)
- Paam Beshavua
- Halaila
- The 1% Club (en hebreo: האחוזון העליון, HaAkhuzon HaElyon) – Presentado por Shahar Hason (basado en un formato británico)

#### Documental
- Bein Hashmashot
- Ve Haaretz Hayta Toho Va Boho
- El Festival de los Cuentacuentos

#### Comedia
- Zehú Ze! – Historias satíricas y cómicas sobre la vida en el Israel contemporáneo (especial sobre la pandemia de COVID-19 ).
- Hayeudim Baim: historias satíricas y cómicas sobre varios períodos de la historia judía.
- Kupa Rashit - Comedia de situación sobre un supermercado.
- Shabas – Comedia de situación sobre una prisión.

#### Acción
- Teherán: sobre un agente secreto israelí en Teherán.
- Maniac – Una serie de acción sobre la policía.
- valle de lagrimas

#### Teatro y crimen
- Borgen (en hebreo: הממשלה‎, Ha-Memshala, "El Gobierno" en español)
- Chicago Justice

#### Comedia
- Great News, serie de comedia.
- The Good Place, serie de comedia

#### Documental
- Planeta Tierra II

#### Entretenimiento
- Festival de la canción de Eurovisión

#### Deportes
- Copa Mundial de Fútbol

## Alta definición
El canal se transmite en televisión de alta definición desde su lanzamiento. También transmitió la cobertura de la Copa Mundial de la FIFA 2018 en ultra alta definición 4K.